# Patrick Morocutti
Patrick Morocutti (19 februari 1968) is een voormalig voetballer uit Luxemburg. Hij speelde als aanvaller gedurende zijn carrière. Morocutti beëindigde zijn loopbaan in 2001 bij Union Luxembourg.

## Interlandcarrière
Morocutti kwam in totaal negentien keer (geen doelpunt) uit voor de nationale ploeg van Luxemburg in de periode 1988-1996. Onder leiding van bondscoach Paul Philipp maakte hij zijn debuut op 27 april 1988 in de vriendschappelijke thuiswedstrijd tegen Italië (0-3), net als verdediger Marc Birsens (Union Luxembourg). Zijn negentiende en laatste interland speelde Morocutti op 7 februari 1996 in Rabat tegen Marokko (2-0).

## Erelijst
Union Luxembourg
- Landskampioen

1990, 1991, 1992
- Beker van Luxemburg

1989, 1991
- Topscorer Nationaldivisioun

1987/88 (26 goals), 1990/91 (23 goals)